# 西昆陽
座標: 北緯34度46分27.465秒 東経135度22分42.884秒 / 北緯34.77429583度 東経135.37857889度
西昆陽（にしこや）は、兵庫県尼崎市にある町丁。1丁目から4丁目まである。郵便番号は661-0047。

## 地理
尼崎市の一番北西に位置する町丁である。東・北は伊丹市池尻に接する。西は西宮市一里山町・田近野町に接する。南は常松・武庫の里と接する。

## 交通

### 鉄道
町内に鉄道は走っていない

### バス
| 路線番号 | 業者     | 起点       | 町内の停留所                                                                          | 終点         |
| -------- | -------- | ---------- | ------------------------------------------------------------------------------------- | ------------ |
| 40       | 阪神バス | 宮ノ北団地 | 宮ノ北団地-宮ノ北-西昆陽-髭茶屋-産業技術大学-常陽中学校-常松-武庫の里2丁目-(武庫之荘) | 阪急武庫之荘 |
| 41       | 阪神バス | 宮ノ北団地 | 宮ノ北団地-宮ノ北-西昆陽-髭茶屋-産業技術大学-常陽中学校-(常吉)                        | 阪急武庫之荘 |
| 41-2     | 阪神バス | 宮ノ北団地 | 宮ノ北団地-宮ノ北-西昆陽-髭茶屋-産業技術大学-常陽中学校-常松-武庫の里2丁目-(武庫之荘) | 阪急武庫之荘 |
| 43       | 阪神バス | 宮ノ北団地 | 宮ノ北団地-宮ノ北-西昆陽-髭茶屋-産業技術大学-常陽中学校-常松-武庫の里2丁目-(武庫之荘) | 阪神尼崎     |

## 校区[3]
| 丁目 | 小学校       | 中学校     |
| ---- | ------------ | ---------- |
| 1    | 武庫北小学校 | 常陽中学校 |
| 2    | 武庫北小学校 | 常陽中学校 |
| 3    | 武庫北小学校 | 常陽中学校 |
| 4    | 武庫北小学校 | 常陽中学校 |

## 施設

### 1丁目
- 産業技術短期大学

### 2丁目
- オートバックス 西昆陽店
- セブン-イレブン 尼崎西昆陽２丁目店

### 3丁目
- 宮の北団地子ども広場
- 宮の北公園
- むこっこ北保育園

### 4丁目
- 武庫川自動車学園
- 尼崎市動物愛護センター
- 兵庫県動物愛護センター